# Perissodonta
Perissodonta is een geslacht van weekdieren uit de klasse van de Gastropoda (slakken).

## Soorten
- Perissodonta georgiana Strebel, 1908
- Perissodonta minor (P. Marshall, 1917) †
- Perissodonta mirabilis (E. A. Smith, 1875)
- Perissodonta mortoni Marwick, 1960 †